# Festivals ABU de la chanson
Les Festivals ABU de la chanson ((en) ABU Song Festivals) sont des compétitions annuelles de compositions de chansons basée sur le format européen du Concours Eurovision de la chanson.
Les festivals sont constitués de deux déclinaisons distinctes, une diffusée à la radio sous le nom de Festival Radio ABU de la chanson et l'autre diffusée à la télévision sous l'appellation Festival TV ABU de la chanson. Le festival diffusé à la radio fait par d'une compétition avec classement, ce qui n'est pas le cas de l'émission diffusée à la télévision.
Chaque pays participant présente une chanson dans une émission diffusée, puis réalise dans la déclinaison radio, un vote sur les prestations des autres pays concourants afin de déterminer la chanson la plus populaire du concours.

## Histoire
Le concept de l'émission a été annoncé en 2007 lorsque l'Union européenne de radio-télévision, le producteur du Concours Eurovision de la chanson, a vendu le format de l'émission à une entreprise commerciale asiatique, Asiavision Pte Ltd.
Le nom du concours à l'origine devait être le Concours Asiavision de la chanson ((en) Asiavision Song Contest) mais a été rebaptisé Our Sound: The Asia-Pacific Song Contest (Notre son: Le Concours Asie-Pacifique de la chanson) à la suite d'un accord réalisé par les organisateurs et l'Union de radio-télévision Asie-Pacifique (ABU).
Le concours devait initialement être diffusé en 2009, puis repoussé en mars 2010 à Macao et enfin en novembre 2010 à Mumbai, avant d'être finalement annulé en raison des problèmes entre les organisateurs et l'Union européenne de radio-télévision.
Peu de temps avant le lancement des Festivals ABU de la chanson, l'Union de radio-télévision Asie-Pacifique a émis la possibilité d'organiser un Festival de la chanson ABU ASEAN en Thaïlande. En effet, des Concours de la chanson de l'Association des nations de l'Asie du Sud-Est (ASEAN) ont été réalisés entre 1987 et 1997. À partir de 2011, le concours est diffusé sur plusieurs radios locales comme Radio Bintang ASEAN.
En novembre 2011, l'Union de radio-télévision Asie-Pacifique annonce qu'elle souhaite organiser ses propres festivals de la chanson déclinés à la radio et à la télévision devant se tenir à Séoul, lors de la 49e assemblée générale en octobre 2012. Le nom des festivals proposé initialement était le Concours Asiavision de la chanson mais c'est finalement l’appellation Festivals ABU de la chanson Radio et Télévisions qui est retenue quelque temps plus tard.

## Éditions depuis 2012

### Festival Radio ABU de la chanson
| Année | Ville hôte | Pays organisateur | Participants  |
| ----- | ---------- | ----------------- | ------------- |
| 2012  | Séoul      | Corée du Sud      | 13            |
| 2014  | Colombo    | Sri Lanka         | 12            |
| 2015  | Rangoun    | Birmanie          | 9             |
| 2016  | Pékin      | Chine             | 2 (à ce jour) |

### Festival TV ABU de la chanson
| Année | Ville hôte | Pays organisateur | Participants  | Pays Débutants |
| ----- | ---------- | ----------------- | ------------- | --- |
| 2012  | Séoul      | Corée du Sud      | 11            | Afghanistan, Australie, Chine, Hong Kong, Indonésie, Japon, Malaisie, Singapour, Corée du Sud, Sri Lanka, Viêt Nam |
| 2013  | Hanoï      | Viêt Nam          | 15            | Brunei, Iran, Kirghizistan, Thaïlande                                                                              |
| 2014  | Macao      | Macao             | 12            | Macao, Maldives, Turquie                                                                                           |
| 2015  | Istanbul   | Turquie           | 12            | Inde, Kazakhstan                                                                                                   |
| 2016  | Bali       | Indonésie         | 12            | Tunisie |
| 2017  | Chengdu    | Chine             | 1 (à ce jour) | |